# Atlantis (zespół muzyczny)
Atlantis – polski zespół muzyczny, jeden z pionierów nurtu disco polo, a później wykonujący także muzykę z gatunku dance i eurodance. Grupa powstała 1 czerwca 1991 roku w Sochaczewie (koło Warszawy).

## Historia
Początkowo zespół tworzyli: Albert Wasilewski, Wojciech Leszczyński, Tomasz Kmiecik oraz Maciej Fabisiak. Pod koniec 1991 z zespołu odszedł Maciej Fabisiak. Zespół wystąpił 29 lutego 1992 roku na I  Gali Piosenki Popularnej i Chodnikowej. Później w zespole Tomasza Kmiecika zastąpiła Anna Malowaniec, wprowadzając duże ożywienie dla grupy oraz zwrot w stronę muzyki dance, eurodance i techno. W sumie zespół wydał 7 kaset i 2 płyty CD. Debiutowali kasetą pt. Hej Dziewczyno. 
Często koncertowali na terenie całego kraju. Występowali m.in. w warszawskiej Sali Kongresowej, w katowickim "Spodku", w amfiteatrze w Opolu oraz na molo w Sopocie. Grupa została uhonorowana platynową płytą za liczbę sprzedanych albumów.
Około 1996 roku zespół zawiesił działalność. Albert Wasilewski rozpoczął wówczas solową działalność jako DJ Albert. Natomiast Anna Malowaniec występowała jako Anna M. W 1997 roku zespół na krótko reaktywował się, wydając ostatni już w swym dorobku album zatytułowany Jak lazur nieba, po czym definitywnie został rozwiązany.

## Składy zespołu
- 1991 – Albert Wasilewski, Wojciech Leszczyński, Tomasz Kmiecik, Maciej Fabisiak
- 1991–1994 – Albert Wasilewski, Wojciech Leszczyński, Tomasz Kmiecik
- 1994–1995 – Albert Wasilewski, Wojciech Leszczyński, Tomasz Kmiecik, Anna Malowaniec
- 1995–1997 – Albert Wasilewski, Wojciech Leszczyński, Anna Malowaniec

## Dyskografia
- Hej Dziewczyno (1991)[5]
- Zatańcz ze Mną (1992)[6]
- Uśmiechnij Się (1992)[7]
- Noce i dnie  (1993)[8]
- Nowe pokolenie (1994)[9]
- Dziewczyno Ma Euro Dance Mix (1995)[10]
- Hej Boys (1995)[11]
- Jak Lazur Nieba (1997)[12]